# Magma - Disastro infernale
Magma - Disastro infernale (Magma: Volcanic Disaster) è un film per la televisione del 2006, diretto da Ian Gilmore.

## Trama
La fine dell'umanità è segnalata dall'improvvisa eruzione di alcuni vulcani considerati spenti e poco dopo, l'esplosione dei restanti vulcani al mondo, sia terrestri che acquatici. Il parco di Yellowstone viene devastato da un'immensa colata di lava fuoriuscita dal condotto di un geyser; l'Italia meridionale devastata dall'eruzione del Vesuvio e dell'Etna e il Giappone sconvolto da una nube piroclastica fuoriuscita dal Fuji che si è appena risvegliato.
Le ricerche dell'insegnante universitario e vulcanologo Peter Shepard (Xander Berkeley), aiutato dall'assistente-allieva Brianna Chapman (Amy Jo Johnson) dimostrano che le improvvise eruzioni vulcaniche sono causate dalla massiva espansione del nucleo terrestre, che ha spinto il mantello a fuoriuscire sotto forma di lava attraverso la crosta terrestre. Le cause dell'espansione del nucleo però, questa volta non sono ad opera dell'uomo.
La terra è nelle mani di Peter: ha mandato alcuni equipaggi di sottomarini in missione per lanciare dei siluri che, esplodendo sott'acqua a contatto con superfici sensibili e in punti esattamente precisi riducono la pressione del magma e consentono ai vulcani di "calmarsi". La missione è compiuta, tuttavia la terra è cambiata: i continenti saranno più diversi grazie alle spaccature causate dal gioco di esplosione dei siluri ed eruzioni vulcaniche, ma la terra è salva.